# Luiz Eduardo Robinson Achutti
Luiz Eduardo Robinson Achutti (Porto Alegre, 4 de janeiro de 1959) é um fotógrafo, antropólogo e professor brasileiro,   com importantes trabalhos publicados na área da fotoetnografia. 

## Formação
Estudou no Colégio João XXIII em Porto Alegre, e começou sua formação como fotógrafo no Foto Cine Clube Gaúcho em 1975. Formou-se em Ciências Sociais pela UFRGS em 1985, é Mestre em Antropologia Social também pela UFRGS (1996) e Doutor em Etnologia pelo Laboratoire d'Anthropologie Visuelle et Sonore du Monde Contemporain da Universidade de Paris-Diderot ou Paris-7 (2002). 
Na juventude foi também ator de teatro, tendo atuado nos espetáculos: "O matadouro" (1976, com o Grupo Alternativa de Ana Maria Taborda) e "A lata de lixo da história" (1979, com o Grêmio Dramatico Açores de Luciano Alabarse). 

## Carreira
Nos anos 1970 e 1980, trabalhou como fotojornalista em veículos como Coojornal, Jornal do Brasil, revista Isto É, Folha de São Paulo e outros. A partir da década de 1990, passou a dar mais prioridade a livros e exposições , além da carreira acadêmica. 
Achutti é desde 1994 professor do Instituto de Artes e do Programa de Pós-Graduação em Antropologia Social da UFRGS.  É também pesquisador associado ao instituto francês Phanie, Centre de l'ethnologie et de l'image em Paris. 
Reside em Porto Alegre, onde desenvolve pesquisas na área de antropologia e em técnicas fotográficas pré-digitais, a partir da sensibilização de papéis de desenho. 
Em 2021 lançou o livro Fotos que vivi: Achutti 45 anos, com sua trajetória de quatro décadas e meia como fotógrafo.  
Seis obras de Achutti fazem parte do acervo da Biblioteca Nacional da França. 

## Livros publicados
- 2021: "Fotos que vivi: Achutti 45 anos", ed. Ponto UFRGS
- 2012: "Diálogo | Fotografia" (co-a. Márcia Tiburi), ed. SENAC São Paulo
- 2011: "Achutti: Projeto percurso do artista", ed. UFRGS
- 2008: "A matéria encantada, por Xico Stockinger: ode a um guerreiro" (co-a. Ferreira Gullar, ed. Nova Prova
- 2008: "Na noite estrelada" (co-a. Carlos Urbim), ed. Edelbra
- 2004: "Iberê Camargo por Achutti", ed. Tomo
- 2004: "L'homme sur la photo: Manuel de photoethnographie" (tese de doutorado publicada em francês), ed. Téraédre
- 2004: "Fotoetnografia da Biblioteca Jardim", ed. UFRJ
- 2003: "A universidade da fotografia" (co-a. Wrana Panizzi), ed. Museu da UFRGS
- 2002: "Photo-ethnographie à la Bibliothèque nationale de France", ed. Université Paris VII (orient. Jean Arlaud)
- 2000: "Le Bois de Boulogne - elogio da miopia e outras visões" (co-a. Celso Gutfreind), ed. Tomo
- 1998: "Ensaios sobre o fotográfico" (org.), ed. Unidade Editorial
- 1997: "Luiz Eduardo Robinson Achutti: fotografia", ed. Tomo